# Dan Biggar
Pour les articles homonymes, voir Biggar.

a Compétitions nationales et continentales officielles uniquement.

b Matchs officiels uniquement.
Dernière mise à jour le 25 juin 2025.
Dan Biggar, né le 16 octobre 1989 à Morriston, est un joueur international gallois de rugby à XV, jouant au poste de demi d'ouverture.

## Biographie

### Ospreys (2007-2018)
Biggar est né à Morriston et a étudié à la Comprehensive School de Gowerton, dans la péninsule de Gower. 
Il a joué pour le club de Swansea RFC lors de la saison 2007-2008 tout en débutant quelques matchs avec la franchise de la Ligue Celte, les Ospreys. Il commence sa carrière professionnelle le 22 mars 2008 face aux Saracens, il joue son deuxième match face à Connacht où il inscrit 7 points.
C'est lors de la saison suivante que Biggar s'impose dans l'équipe. Il termine la saison avec 20 matchs joués et 72 points inscrits. Le club termine à la quatrième place du championnat. En Coupe d'Europe, le club termine à la deuxième place de son groupe derrière Leicester et est éliminé en quart de finale face au Munster sur le score de 43 à 9.
Pour son premier match de Coupe d'Europe de la saison suivante, Biggar est hauteur d'une très bonne performance en marquant 22 points pour son équipe. Le score final est de 32 à 32 face aux Leicester Tigers. Les Ospreys termine à la 2e place du groupe derrière l'ASM Clermont Auvergne et sont ensuite éliminés en quart de finale par le Biarritz olympique sur le score de 29-28. Biggar manque un drop à la dernière seconde du match qui aurait pu qualifier les Ospreys pour le tour suivant. En championnat, Biggar et les Ospreys terminent à la 2e place et retrouvent les Glasgow Warriors en demi-finale. Les Ospreys l'emportent sur le score de 20 à 5, Biggar marque dix points pour son équipe. La finale les oppose au Leinster et se conclut par le sacre des Gallois sur le score de 17-12
En 2012, il devient le plus jeune joueur à disputer 100 matchs sous le maillot des Ospreys.

### Avec le pays de Galles
Il débute avec le pays de Galles lors de la tournée d'automne 2008 face au Canada à seulement dix-neuf ans.
Avec le forfait sur blessure de Leigh Halfpenny, il se voit confier la charge de buteur lors de la Coupe du monde 2015. Préservé lors du premier match contre l'Uruguay, il est titulaire lors du premier choc de la poule A face aux Anglais, il réalise un huit sur huit sur les coups de pied, inscrivant 23 points, record pour un Gallois lors d'une rencontre de Coupe du monde. Après une victoire face aux Fidji, le pays de Galles affronte l'Australie. Après deux réussites, il manque sa troisième tentative, son premier échec depuis le début de la compétition. Les Wallabies s'imposent 15 à 6. En quart de finale face à l'Afrique du Sud, il s'avère décisif en début de rencontre en rattrapant dans les 22 mètres adverse une chandelle qu'il a lui-même tapée, offrant ensuite le ballon à Gareth Davies pour un essai. Après avoir réussi une pénalité, il inscrit un drop de 30 mètres qui permet aux Gallois de mener 13 à 12 à la mi-temps. Un essai de Fourie du Preez à la 75e minute permet aux Springboks de finalement s'imposer 23 à 19.
Il se fait également connaitre du grand public lors de cette compétition par son rituel avant de botter qui devient rapidement très populaire sous l'appellation Biggarena (en référence au rythme de la Macarena). Le 7 décembre 2015, il est désigné personnalité sportive galloise de l'année par la BBC.
Dan Biggar obtient en 2022 le capitanat de l'équipe nationale pour le Tournoi des Six Nations, à la suite du forfait d'Alun Wyn Jones. Il est à cette occasion sélectionné pour la centième fois le 12 février 2022 contre l’Écosse. Ce Tournoi des Six Nations ne sera en revanche pas une réussite pour les Gallois, qui perdent notamment contre l'Italie à domicile pour leur dernier match, alors que l'Italie n'avait plus gagné dans le Tournoi depuis 2014. 

## Statistiques en équipe nationale
Au 18 août 2023, Dan Biggar compte 109 sélections avec le pays de Galles, dont 89 en tant que titulaire. Il totalise 607 points, sept essais, 117 pénalités, 97 transformations et neuf drops. Il obtient sa première sélection le 14 novembre 2008 à Cardiff contre le Canada.

## Palmarès

### En club et province
- Finaliste de la Coupe anglo-galloise en 2007 avec les Ospreys.
- Vainqueur de la Coupe anglo-galloise en 2008 avec les Ospreys.
- Vainqueur de la/du Celtic League/Pro12 en 2010 et 2012 avec les Ospreys.
- Vainqueur de la Coupe d'Angleterre en 2019 avec les Northampton Saints.
- Vainqueur de la Challenge Cup en 2023 avec le RC Toulon.

### En sélection nationale
- Vainqueur du Tournoi des Six Nations en 2013, 2019 (Grand Chelem) et en 2021 avec le pays de Galles.

#### Tournoi des Six Nations
| Édition          | Rang | Résultats pays de Galles | Résultats Biggar | Matchs Biggar |
| ---------------- | ---- | ------------------------ | ---------------- | ------------- |
| Six nations 2013 | 1    | 4 v, 0 n, 1 d            | 4 v, 0 n, 1 d    | 5/5           |
| Six nations 2014 | 3    | 3 v, 0 n, 2 d            | 2 v, 0 n, 1 d    | 3/5           |
| Six nations 2015 | 3    | 4 v, 0 n, 1 d            | 4 v, 0 n, 1 d    | 5/5           |
| Six nations 2016 | 2    | 3 v, 1 n, 1 d            | 4 v, 0 n, 1 d    | 5/5           |
| Six nations 2017 | 5    | 2 v, 0 n, 3 d            | 2 v, 0 n, 3 d    | 5/5           |
| Six nations 2018 | 2    | 3 v, 0 n, 2 d            | 1 v, 0 n, 1 d    | 2/5           |
| Six nations 2019 | 1    | 5 v, 0 n, 0 d            | 4 v, 0 n, 1 d    | 5/5           |
| Six nations 2020 | 5    | 1 v, 0 n, 4 d            | 1 v, 0 n, 4 d    | 5/5           |
| Six nations 2021 | 1    | 4 v, 0 n, 1 d            | 4 v, 0 n, 1 d    | 5/5           |
| Six nations 2022 | 5    | 1 v, 0 n, 4 d            | 4 v, 0 n, 1 d    | 5/5           |
| Six nations 2023 | 5    | 1 v, 0 n, 4 d            | 0 v, 0 n, 4 d    | 4/5           |

Légende : v = victoire ; n = match nul ; d = défaite ; la ligne est en gras quand il y a Grand Chelem.

#### Coupe du monde
| Édition         | Rang              | Résultats pays de Galles | Résultats Biggar | Matchs Biggar |
| --------------- | ----------------- | ------------------------ | ---------------- | ------------- |
| Angleterre 2015 | Quarts de finales | 3 v, 0 n, 2 d            | 2 v, 0 n, 2 d    | 4/5           |
| Japon 2019      | Quatrième         | 5 v, 0 n, 2 d            | 4 v, 0 n, 2 d    | 6/7           |
| France 2023     | Quarts de finales | 4 v, 0 n, 1 d            | 2 v, 0 n, 1 d    | 3/5           |

Légende : v = victoire ; n = match nul ; d = défaite.

### Distinctions personnelles
- Meilleur réalisateur du Challenge européen en 2017 (78 points)